# رؤساء مجلس النواب العراقي في العهد الملكي
في المملكة العراقية، كان مجلس النواب العراقي يمثل الغرفة السفلى من مجلس الأمة العراقي الذي كان برلمانا من مجلسين تأسس بدستور العراق الذي أقر سنة 1925 في فترة الانتداب البريطاني على العراق. كان المجلس يضم في البداية 87 نائبا منتخبين. استمر المجلس حتى قيام ثورة 14 تموز 1958. عدد أعضاء المجلس ارتفع إلى 141 نائبا.

## رؤساء المجلس التأسيسي
| الاسم              | استلام المنصب | مغادرة المنصب | الملاحظات |
| ------------------ | ------------- | ------------- | --------- |
| عبد المحسن السعدون | آذار 1924     | 2 آب 1924     | [ 2 ]     |

## رؤساء مجلس النواب العراقي
| الدورة النيابية | الرئيس                  | استلام المنصب        | مغادرة المنصب        | الملاحظات     |
| --- | ----------------------- | -------------------- | -------------------- | ------------- |
| الدورة الأولى | رشيد عالي الكيلاني      | تموز 1925            | 8 أيار 1926          | [ 3 ]         |
| الدورة الأولى | حكمت سليمان             | 8 أيار 1926          | 1 تشرين الثاني 1926  | [ 4 ]         |
| الدورة الأولى | رشيد عالي الكيلاني      | 1 تشرين الثاني 1926  | 21 تشرين الثاني 1926 | [ 5 ]         |
| الدورة الأولى | عبد المحسن السعدون      | 27 تشرين الثاني 1926 | 19 كانون الثاني 1928 | [ 6 ]         |
| الدورة الثانية | عبد العزيز القصاب       | 19 كانون الثاني 1928 | 30 نيسان 1929        | [ 7 ]         |
| الدورة الثانية | عبد المحسن السعدون      | 30 نيسان 1929        | 2 تشرين الثاني 1929  | [ 8 ]         |
| الدورة الثانية | توفيق السويدي           | 2 تشرين الثاني 1929  | 1 تشرين الثاني 1930  | [ 9 ]         |
| الدورة الثالثة | جعفر العسكري            | 1 تشرين الثاني 1930  | كانون الأول 1930     | [ 10 ]        |
| الدورة الثالثة | جميل المدفعي            | كانون الأول 1930     | 1 تشرين الثاني 1931  | [ 11 ] [ 12 ] |
| الدورة الثالثة | جعفر العسكري            | 1 تشرين الثاني 1931  | 30 تشرين الثاني 1931 | [ 13 ]        |
| الدورة الثالثة | جميل المدفعي            | 30 تشرين الثاني 1931 | تشرين الثاني 1933    | [ 14 ] [ 15 ] |
| الدورة الرابعة | رشيد الخوجة             | تشرين الثاني 1933    | شباط 1934            | [ 15 ]        |
| الدورة الرابعة | سلمان البراك            | 1934                 | 1934                 |               |
| الدورة الخامسة | رشيد الخوجة             | 29 كانون الأول 1934  | آذار 1935            | [ 15 ]        |
| الدورة الخامسة | علي جودت الأيوبي        | آذار 1935            | آب 1935              | [ 4 ] [ 16 ]  |
| الدورة السادسة | محمد زكي البصري         | 4 آب 1935            | تشرين الأول 1936 - ? | [ 17 ]        |
| الدورة السادسة | نصرت الفارسي            | ?                    | ?                    | [ 12 ]        |
| الدورة السابعة | فخري الجميل             | 27 شباط 1937         | 26 آب 1937           | [ 18 ]        |
| الدورة الثامنة | مولود مخلص              | كانون الأول 1937     | تشرين الثاني 1941    | [ 19 ]        |
| الدورة التاسعة | مولود مخلص              | كانون الأول 1937     | تشرين الثاني 1941    | [ 19 ]        |
| حمدي الباجه جي | تشرين الثاني 1941       | كانون الأول 1943     | [ 20 ] [ 21 ]        |               |
| الدورة العاشرة | صالح صائب               | كانون الأول 1943     | كانون الأول 1943     | [ 22 ]        |
| الدورة العاشرة | محمد رضا الشبيبي        | كانون الأول 1943     | كانون الأول 1944     | [ 23 ] [ 24 ] |
| الدورة العاشرة | محمد حسن عبد القادر كبة | كانون الأول 1944     | كانون الأول 1944     | [ 25 ]        |
| الدورة العاشرة | محمد أمين زكي           | كانون الأول 1944     | حزيران 1946          | [ 26 ]        |
| الدورة العاشرة | ?                       | ?                    | ?                    |               |
| الدورة الحادية عشر | عبد العزيز القصاب       | 17 آذار 1947         | كانون الأول 1948     |               |
| الدورة الثانية عشر | عبد الوهاب مرجان        | كانون الأول 1948     | أيلول 1950           |               |
| الدورة الثانية عشر | محمد فاضل الجمالي       | تشرين الأول 1950     | 1 كانون الأول 1951   | [ 21 ]        |
| الدورة الثانية عشر | عبد الوهاب مرجان        | 1 كانون الأول 1951   | 27 تشرين الأول 1952  | [ 27 ]        |
| الدورة الثالثة عشر | محمد فاضل الجمالي       | 24 كانون الثاني 1953 | أيلول 1953           |               |
| الدورة الثالثة عشر | ?                       | ?                    | ?                    |               |
| الدورة الثالثة عشر | عبد الوهاب مرجان        | 1 كانون الأول 1953   | 29 نيسان 1954        |               |
| الدورة الرابعة عشر | عبد الوهاب مرجان        | 26 تموز 1954         | 3 آب 1954            |               |
| الدورة الخامسة عشر | عبد الوهاب مرجان        | 16 أيلول 1954        | 20 حزيران 1957       |               |
| الدورة الخامسة عشر | عز الدين الملا          | 1957                 | 1958                 | [ 28 ]        |
| الدورة الخامسة عشر | خليل كنة                | 14 شباط 1958         | 10 أيار 1958         | [ 29 ]        |
| الدورة السادسة عشر | عبد الوهاب مرجان        | 10 أيار 1958         | 14 تموز 1958         | [ 30 ]        |
| في 14 تموز/يوليو 1958 أُعلن عن قيام الجمهورية العراقية نتيجة لانقلاب 1958 وقررت سلطات الانقلاب إلغاء مجلس النواب وتعليق العمل بالدستور، وبقي المجلس مغلقًا حتى انتخابات 1980. |                         |                      |                      |               |